# Тронки
Тронките са българска етнографска група в Странджанския регион, наред с рупците и загорците. Селищата им са заемали планинската част на община Средец – селата Момина църква, Факия, Кирово, Голямо Буково, Горно и Долно Ябълково, Богданово, Вълчаново (Тагарево). По численост тронките са втори след рупците, чиято етнографска област е обхващала селата по горното течение на р. Факийска и продължавала на юг до Лозенград (днес Къркларели) в Турция. Към 1912 – 13 година голямата част от населението на Малко Търново и селата на запад от Лозенград се е състояло от тронки.
Етнографски и езикови изследвания показват, че тронките са наследници на преселили се през 16 век жители на западните български земи: Кюстендилско, Софийско, Ихтиманско, Добърско. Свидетелства за това са ясно изразените диалектни елементи от западните български говори, включително думата „тронха“, означаваща „малко“, която вероятно е дала името на етнографската група. Хипотезата се гради и на особеностите на тронкските носии: използваният в шевиците цепен бод е характерен за Западна България, но не и за другите странджански етнографски групи; специфично е и местното женско забраждане, известно като прябър или прябор, чиято разноцветна украса е изработена на тъкачен стан.
Основен поминък за тронките било земеделието, благоприятствано от природо-географските условия на района. Второстепенно значение имало скотовъдството, по-специално отглеждането на овце и говеда.
Доста любопитни са забележките на Андре-Жозеф Лафит-Клаве за стопанството и начина на живот на българите във Факия, бита и взаимоотношенията им в семейството от края на XVIII век. Особено впечатляващо е описанието на българските традиционните носии, танци и пеене на жените, поради което Лафит-Клаве е приеман за един от основоположниците на българската етнография.